# جمال سوتون
جمال سوتون (بالإنجليزية: Jamal Sutton)‏ (22 مارس 1982 في الولايات المتحدة - ) هو لاعب كرة قدم أمريكي في مركز الهجوم. لعب مع كولومبوس كرو وCharlotte Eagles ‏ وSeattle Sounders (1994–2008) ‏ وChicago Fire U-23 ‏ وSioux Falls Spitfire ‏ وWichita Jets ‏.

## وصلات خارجية
- جمال سوتون على موقع الدوري الأمريكي (الإنجليزية)
- جمال سوتون على موقع قاعدة بيانات كرة القدم.إي يو (الإنجليزية)